# Sido
Paul Hartmut Würdig, bedre kendt som Sido (30. november 1980 i Berlin i Tyskland) er en tysk rapper/hiphopartist.
Sido udtrykker sig selv ved provokerende og aggressive tekster. Han er ofte set iført en sølv-kraniemaske (i stil med MF Doom), der kaldes Die Maske (Masken). Han har tit haft masken på til offentlige forsamlinger, men siden februar 2005 bærer han den kun under koncerter. Som markedsføring har han den dog altid med sig.
Sido betyder, ifølge kunstneren selv, super intelligentes Drogenopfer, hvilket på dansk betyder 'superintelligent stofmisbruger'. En tidligere betydning var "Scheiß in dein Ohr", som kan oversættes til 'lort i dit øre'.
Sido var den første kunstner, der skrev kontrakt med pladeselskabet Aggro Berlin.

## Biografi
Paul Hartmut Würdig voksede op sammen med sin lillesøster og sin mor i Märkisches Viertel, et område i Reinickendorf i Berlin. I hans barndom og ungdom fik Märkisches Viertel  en høj proportion af emigranter og lavindkomst familier. Han gik på Bettina-von-Arnim-Oberschule, der lå i bydelen.
Man kan sige, at sangen, der startede alting, var Mein Block. Den handler om livet i forstæderne, hvor meget handler om penge og stoffer. I år 2004 udgav Sido albummet Maske, der blandt andet indeholdt singlen Mein Block. Albummets titel Maske referer til den maske, som forbindes med Sido. Dette album havnede på en tredje plads Tysklands LP-Charts, og dermed skrev Aggro Berlin musikhistorie. I september samme år opnåede albummet guldstatus, og Sido vandt en pris som 'årets nykommer'.
Det andet album Ich var noget af det, der betød mest for Sidos karriere. Med det album slog Sido sammen med Aggro Berlin for alvor igennem, og Sido fik rigtig mange fans i Tyskland og de tysktalende lande.
Sidos tredje album fik titlen Ich und meine Maske og var det afsluttende album i en trilogi.
I januar 2007 kritiserede Sido rockbands som Linkin Park og Mike Shinodas projekt Fort Minor for deres musik. Dette gjorde han på tv-kanalen MTV Germany TRL. Sido og nævnte rockband havde dog fanskarre, som derfor ikke værdsatte udtalelsen. 

## Familie
Paul har en søn, hvis navn ikke er kendt for offentligheden, men Sido har skrevet en sang om sønnen. Sangen hedder "Ein Teil Von Mir" og findes på albummet Ich.
Siden midten af 2005 har Sido været i forhold med tidligere Nu Pagadi-sangeren Doreen Steinert. De gik dog fra hinanden i 2012.
Sido blev i 2012 kærester med Charlotte Engelhardt. Parret var gift fra 2013 til marts 2020 og fik to sønner. Sønnerne er født i henholdsvis august 2013 og april 2016.

## Studiealbums
| År   | Titel               | Hitpositions | Hitpositions | Hitpositions | Salg    | IFPI Certificationer |
| År   | Titel               | Tyskland     | Østrig       | Scweitz      | Salg    | IFPI Certificationer |
| ---- | ------------------- | ------------ | ------------ | ------------ | ------- | -------------------- |
| 2004 | Maske               | 3            | 46           | 79           | 180.000 | Guld                 |
| 2006 | Ich                 | 4            | 21           | 18           | 180.000 | Guld                 |
| 2008 | Ich und meine Maske | 1            | 2            | 2            | 170.000 | Guld                 |
| 2009 | Aggro Berlin        | 5            | 5            | 3            | 65.000  | -                    |
| 2013 | 30-11-80            | -            | -            | -            |         | -                    |
| 2015 | VI                  | -            | -            | -            |         | -                    |
| 2016 | Das goldene Album   | -            | -            | -            |         | -                    |
| 2019 | Ich & keine Maske   | -            | -            | -            |         | -                    |

## Singler
| År   | Titel                                                  | Hitpositioner | Hitpositioner | Hitpositioner | Album                |
| År   | Titel                                                  | Tyskland      | Østrig        | CH            | Album                |
| ---- | ------------------------------------------------------ | ------------- | ------------- | ------------- | -------------------- |
| 2004 | "Mein Block"                                           | 13            | 61            | -             | Maske                |
| 2004 | "Fuffies im Club"                                      | 18            | -             | -             | Maske                |
| 2005 | "Mama ist stolz"                                       | 25            | -             | -             | Maske                |
| 2005 | "Steh wieder auf"                                      | 14            | -             | -             | Dein Lieblings Album |
| 2006 | "Wahlkampf" (with G-Hot)                               | 36            | 33            | -             | Dein Lieblings Album |
| 2006 | "Straßenjunge"                                         | 20            | 25            | -             | Ich                  |
| 2006 | "Weihnachtssong 2006"                                  | 34            | 68            | -             |                      |
| 2007 | "Ein Teil von mir"                                     | 14            | 24            | 46            | Ich                  |
| 2007 | "Schlechtes Vorbild"                                   | 18            | 30            | 43            | Ich                  |
| 2007 | "Weihnachtssong 2007"                                  | 45            | 69            | -             |                      |
| 2008 | "Augen auf"/"Halt dein Maul"                           | 7             | 13            | 29            | Ich und meine Maske  |
| 2008 | "Carmen"                                               | 17            | 18            | 72            | Ich und meine Maske  |
| 2008 | "Herz"                                                 | 19            | 19            | 39            | Ich und meine Maske  |
| 2009 | "Nein!" (feat. Doreen Steinert)                        | 29            | 44            | -             | Ich und meine Maske  |
| 2009 | "Beweg dein Arsch" (feat. Scooter, Kitty Kat & Tony D) | 17            | 34            | 100           | Ich und meine Maske  |
| 2009 | "Hey Du"                                               | 4             | 12            | 21            | Aggro Berlin         |

### Featsingler
| År   | Titel                            | Kunstner(e)       | Hitpositioner | Hitpositioner | Hitpositioner | Album                 |
| År   | Titel                            | Kunstner(e)       | Tyskland      | Østrig        | Scweitz       | Album                 |
| ---- | -------------------------------- | ----------------- | ------------- | ------------- | ------------- | --------------------- |
| 2009 | "Das System (die kleinen Dinge)" | K.I.Z. feat. Sido | 89            | -             | -             | Sexismus gegen Rechts |